# Давид-Бек (опера)
«Давид-Бек» (арм. Դավիթ Բեկ) — опера армянского композитора Армена Тиграняна, написанная в 1950 году.

## История
Тигранян закончил работу над оперой в 1950 году. После его смерти редактированием оперы занялась группа композиторов во главе с сыном композитора В. Тиграняном. Либретто оперы написано самим композитором совместно с А. Тер-Овнаняном.
Премьера состоялась 3 ноября 1950 года. В июне 1956 года Ереванский оперный театр представил оперы «Давид-Бек» и «Ануш» на гастролях в Москве.

## Действующие лица
| Давид-бек                           | баритон       |
| Степанос Шаумян                     | тенор         |
| Шушан, дочь Мелика, невеста Шаумяна | сопрано       |
| Сантур, крестьянин                  | тенор         |
| Вахтанг VI, грузинский царь         | бас           |
| Тамар, племянница Вахтанга          | меццо-сопрано |
| Мелик, перебежчик                   | бас           |
| Анаит, подруга Шушан                | меццо-сопрано |
| Танутер, сельский староста          | тенор         |
| Старый солдат                       | баритон       |
| Персидский хан                      | бас           |
| Ахмед, евнух в ханском гареме       | тенор         |
| Командующий дворцовой стражей       | баритон       |
| Посланник Петра I                   | бас-баритон   |

## Сюжет
В основу сюжета оперы положен один из эпизодов борьбы армян с персами за независимость. Действие оперы происходит в начале XVIII века.
Отважный воин и крупный государственный деятель начала XVIII века Давид-бек многие годы провёл в Грузии в качестве любимого полководца Вахтанга VI. Давид-бек обручён с царевной Тамар — племянницей царя; но ни почести, ни любовь не могут его удержать, когда он узнаёт, что родина в опасности — коварный враг напал на страну и грозит поработить её. Давид-бек возглавляет народную армию и разбивает чужеземное войско.